# Boreomysis semicoeca
Boreomysis semicoeca är en kräftdjursart som beskrevs av Hansen 1905. Boreomysis semicoeca ingår i släktet Boreomysis och familjen Mysidae. Inga underarter finns listade i Catalogue of Life.